# Brian Bellows
Brian Bellows (* 1. září 1964) je bývalý kanadský lední hokejista, který hrával v National Hockey League a v roce 1993 se s týmem Montreal Canadiens stal držitelem Stanley Cupu.

## Kariéra

### Klubová kariéra
Juniorskou ligu (Ontario Hockey League) hrával za Kitchener Rangers, s nímž v roce 1982 vybojoval celkové vítězství v nejvyšší juniorské soutěži – Canadian Hockey League. Ve stejném roce byl draftován z celkově druhého místa týmem Minnesota North Stars. Byl považován za jeden z největších talentů své doby, srovnáván často s Waynem Gretzkym. Byl na něj proto od startu kariéry vyvíjen velký tlak, který mu alespoň v počátku příliš neprospěl. Ve druhé polovině své nováčkovské sezóny se zlepšil a v prvním roce v NHL zaznamenal 35 gólů a 30 asistencí v 78 utkáních. Gretzkého bodové výkony sice v kariéře nenapodobil (jeho sezónním maximem bylo 55 gólů a 99 kanadských bodů v sezóně 1989/1990), byl ale v týmu i mezi fanoušky oblíben. V ročníku 1983/1984 během zranění kapitána Craiga Hartsburga zastával ve věku 19 let a 4 měsíců funkci prozatímního kapitána. Byl tedy mladším kapitánem než později Sidney Crosby v Pittsburgh Penguins, bylo to však jen na přechodnou dobu a tento rekord není uznáván. Deset let byl důležitou součástí Minnesoty a dovedl tým až do finále Stanley Cupu 1990/1991, kdy si v play-off připsal 29 bodů. Věnoval se také charitativní činnosti. 

V létě roku 1992 byl vyměněn do Montreal Canadiens za Russa Courtnalla. Ziskem 88 bodů v základní části (což byl jeho druhý nejlepší výkon v kariéře) a 15 body v play-off přispěl k zisku Stanley Cupu. Poté měly jeho výkony sestupnou tendenci, hrál ještě za Tampu Bay, Anaheim a Washington Capitals, kterým v ročníku 1997/1998 pomohl do finále Stanley Cupu, jeho tým však podlehl Detroitu Red Wings. V následující sezóně vstřelil svůj tisící bod v základní části a nedlouho poté aktivní kariéru ukončil.

### Reprezentace
S kanadskou reprezentací vybojoval v roce 1984 zlaté medaile na Kanadském poháru.

## Úspěchy a ocenění
Týmové
- vítězství v Memorial Cupu 1982 – s týmem Kitchener Rangers
- vítězství na Kanadském poháru 1984 – s týmem Kanady
- držitel Stanley Cupu 1993 – s Montreal Canadiens

Individuální
- držitel George Parsons Trophy pro hokejistu, který během Memorial Cupu prokáže největšího sportovního ducha 1982
- člen druhého All Star týmu NHL 1990
- účast v NHL All-Star Game v letech 1984, 1988 a 1992

## Rekordy
Klubové rekordy Minnesota North Stars
- nejvíce branek vstřelených v jedné sezóně – 55 (1989/1990, spolu s Dinem Ciccarellim)

## Prvenství
- Debut v NHL – 6. října 1982 (Winnipeg Jets proti Minnesota North Stars)
- První asistence v NHL – 8. října 1982 (Minnesota North Stars proti Detroit Red Wings)
- První gól v NHL – 8. října 1982 (Minnesota North Stars proti Detroit Red Wings, kanadskému brankáři Greg Stefan)
- První hattrick v NHL – 11. prosince 1985 (Detroit Red Wings proti Minnesota North Stars)

## Klubové statistiky
| Sezóna       | Klub                    | Soutěž       |       | Základní část | Základní část | Základní část | Základní část | Základní část |    | Play off | Play off | Play off | Play off | Play off |
| Sezóna       | Klub                    | Soutěž       | Z     | G             | A             | B             | TM            | Z             | G  | A        | B        | TM       |          |          |
| 1979–80      | St. Catharines Falcons  | GHJHL        | 44    | 50            | 80            | 130           | 26            | —             | —  | —        | —        | —        |          |          |
| 1980–81      | Kitchener Rangers       | OMJHL        | 66    | 49            | 67            | 116           | 23            | 16            | 14 | 13       | 27       | 13       |          |          |
| 1980–81      | Kitchener Rangers       | M-Cup        | —     | —             | —             | —             | —             | 5             | 6  | 0        | 6        | 4        |          |          |
| 1981–82      | Kitchener Rangers       | OHL          | 47    | 45            | 52            | 97            | 23            | 15            | 16 | 13       | 29       | 11       |          |          |
| 1981–82      | Kitchener Rangers       | M-Cup        | —     | —             | —             | —             | —             | 5             | 6  | 6        | 12       | 4        |          |          |
| 1982–83      | Minnesota North Stars   | NHL          | 78    | 35            | 30            | 65            | 27            | 9             | 5  | 4        | 9        | 18       |          |          |
| 1983–84      | Minnesota North Stars   | NHL          | 78    | 41            | 42            | 83            | 66            | 16            | 2  | 12       | 14       | 6        |          |          |
| 1984–85      | Minnesota North Stars   | NHL          | 78    | 26            | 36            | 62            | 72            | 9             | 2  | 4        | 6        | 9        |          |          |
| 1985–86      | Minnesota North Stars   | NHL          | 77    | 31            | 48            | 79            | 46            | 5             | 5  | 0        | 5        | 16       |          |          |
| 1986–87      | Minnesota North Stars   | NHL          | 65    | 26            | 27            | 53            | 34            | —             | —  | —        | —        | —        |          |          |
| 1987–88      | Minnesota North Stars   | NHL          | 77    | 40            | 41            | 81            | 81            | —             | —  | —        | —        | —        |          |          |
| 1988–89      | Minnesota North Stars   | NHL          | 60    | 23            | 27            | 50            | 55            | 5             | 2  | 3        | 5        | 8        |          |          |
| 1989–90      | Minnesota North Stars   | NHL          | 80    | 55            | 44            | 99            | 72            | 7             | 4  | 3        | 7        | 10       |          |          |
| 1990–91      | Minnesota North Stars   | NHL          | 80    | 35            | 40            | 75            | 43            | 23            | 10 | 19       | 29       | 30       |          |          |
| 1991–92      | Minnesota North Stars   | NHL          | 80    | 30            | 45            | 75            | 41            | 7             | 4  | 4        | 8        | 14       |          |          |
| 1992–93      | Montreal Canadiens      | NHL          | 82    | 40            | 48            | 88            | 44            | 18            | 6  | 9        | 15       | 18       |          |          |
| 1993–94      | Montreal Canadiens      | NHL          | 77    | 33            | 38            | 71            | 36            | 6             | 1  | 2        | 3        | 2        |          |          |
| 1994–95      | Montreal Canadiens      | NHL          | 41    | 8             | 8             | 16            | 8             | —             | —  | —        | —        | —        |          |          |
| 1995–96      | Tampa Bay Lightning     | NHL          | 79    | 23            | 26            | 49            | 39            | 6             | 2  | 0        | 2        | 4        |          |          |
| 1996–97      | Tampa Bay Lightning     | NHL          | 7     | 1             | 2             | 3             | 0             | —             | —  | —        | —        | —        |          |          |
| 1996–97      | Mighty Ducks of Anaheim | NHL          | 62    | 15            | 13            | 28            | 22            | 11            | 2  | 4        | 6        | 2        |          |          |
| 1997–98      | Berlin Capitals         | DEL          | 29    | 19            | 17            | 36            | 18            | 4             | 0  | 2        | 2        | 0        |          |          |
| 1997–98      | Washington Capitals     | NHL          | 11    | 6             | 3             | 9             | 6             | 21            | 6  | 7        | 13       | 6        |          |          |
| 1998–99      | Washington Capitals     | NHL          | 76    | 17            | 19            | 36            | 26            | —             | —  | —        | —        | —        |          |          |
| Celkem v NHL | Celkem v NHL            | Celkem v NHL | 1,188 | 485           | 537           | 1,022         | 718           | 143           | 51 | 71       | 122      | 143      |          |          |

## Reprezentace
| Rok                       | Tým                       | Soutěž                    | Z  | G  | A  | B  | TM |
| ------------------------- | ------------------------- | ------------------------- | -- | -- | -- | -- | -- |
| 1984                      | Kanada                    | KP                        | 5  | 0  | 1  | 1  | 0  |
| 1987                      | Kanada                    | MS                        | 10 | 1  | 3  | 4  | 8  |
| 1989                      | Kanada                    | MS                        | 10 | 8  | 6  | 14 | 2  |
| 1990                      | Kanada                    | MS                        | 8  | 3  | 6  | 9  | 8  |
| Seniorská kariéra celkově | Seniorská kariéra celkově | Seniorská kariéra celkově | 33 | 12 | 16 | 28 | 18 |